# Johann Kasimir von Monkewitz
Johann Kasimir von Monkewitz (* August 1722 zu Kedahnen in Litauen; † 1. Februar 1789 zu Bückeburg) war ein schaumburg-lippischer Oberstleutnant.

## Leben

### Erste Jahre
Im Zweiten Schlesischen Krieg kämpfte er als preußischer Freikorporal in den Schlachten von Hohenfriedeberg, Soor und Kesselsdorf mit, stand von 1751 bis 1755 als Fähnrich bei der gräflich Bentinckschen Schloßkompanie zu Kniphausen und trat als Leutnant bei der Infanterie im Juli 1755 in den Dienst des Grafen Wilhelm von Bückeburg.

### Siebenjähriger Krieg

Lippe-Bückeburgischer Karabinier im Siebenjährigen Krieg

Graf Wilhelm von Bückeburg ernannte ihn bei Ausbruch des Siebenjährigen Krieges zum Rittmeister und Kommandeur seines 1753 errichteten Karabinierkorps.
An der Spitze dieser Truppe, der „schwarzen Männer“, der „diables de Buckebourg“ hat er sich im Laufe des Krieges als kühner und umsichtiger Parteigänger einen beim Feinde gefürchteten, beim Freunde hochgeachteten Namen gemacht. Wenn Monkewitz in den größeren Geschichtswerken wenig genannt wird, so liegt dies einesteils daran, dass die Leistungen der kleineren Kontingente in diesen Werken häufig zurückgedrängt und in den Schatten gestellt werden, anderenteils aber auch in Monkewitz’s anspruchsloser und bescheidener Persönlichkeit.
Gleich zu Beginn des Feldzugs von 1757, als die Alliierten die Spitzen ihrer Armee nach Westfalen vortrieben, traten Monkewitz’s Karabiniers vorteilhaft hervor, und als nach der Schlacht bei Hastenbeck, an der sie übrigens wenig Anteil gehabt hatten, Herzog Ferdinand von Braunschweig den Oberbefehl übernommen hatte und zu Ausgang des Winters 1758 seinen Siegeszug von der Elbe an den Rhein antrat, waren sie – wie im Jahr zuvor bei der Nachhut – jetzt bei der Avantgarde.
Am 25. Februar rückte Monkewitz in Bremen ein, am 26. März überfiel er bei Bentheim einen bedeutenden feindlichen Transport, für sein tapferes Verhalten in der Schlacht bei Meer, am 5. August, verehrte ihm Graf Wilhelm einen Säbel. Den Feldzug von 1759 machte er bei der „kleinen Armee“ des General von Spörcken in Westfalen mit. Ein Überfall auf Buer am 4. Mai, wo er durch nachgemachte Geschütze den Feind täuschte und ihm, den erzeugten Schrecken benützend, großen Schaden zufügte, war einer seiner besten Streiche; für das Gefecht bei Klein-Dortmund, am 30. September, wurde er vom Herzog Ferdinand belobt. Im Herbst dieses Jahres wurde ihm zum ersten Mal, und zwar auch auf ausdrücklichen Befehl des Herzogs, das Kommando einer größeren Abteilung, für dieses Mal von zwei Bataillonen und drei Schwadronen, übertragen.
Zur Deckung der Belagerung von Münster mit verwandt, bekam er den Vorposten bei Schapdetten und wies den feindlichen Befreiungsangriff am 19. November in einem Gefecht bei Nottuln zurück. Später wurden ihm solche Kommandos öfter übertragen.
Der Winter verging mit Märschen und auf Vorposten. Seit Anfang 1760 Major, machte er den Feldzug des Jahres 1760 wieder unter Spörcken mit. Am 26. Juli 1760 geriet er in einem Gefecht bei Wolfhagen in Gefangenschaft, da sein Pferd, ein junger unbändiger Hengst, mit ihm durchging. Der Herzog von Broglie entließ ihn sofort auf Ehrenwort, und Herzog Ferdinand sorgte für seine baldige Auswechslung, worauf er wieder an den Kämpfen in Westfalen und an den unruhigen Winterpostierungen an der Lippe teilnahm.
In das Jahr 1761 fällt ein glänzendes, aber verlustvolles Gefecht bei Darfeld, wo er, ohne seine Schuld sehr exponiert, sich am 9. April durch eine starke feindliche Übermacht durchschlug. Besonders brauchbar erwies er sich für den Kundschafterdienst und das Nachrichtenwesen. Er war deshalb viel beim Erbprinzen von Braunschweig, mit dem er u. a. am 26. Juni 1762 das von diesem unvorsichtig eingegangene, hartnäckige Reitergefecht bei Westerholt mitmachte.
Als der Erbprinz bald darauf nach Hessen abmarschierte, war von Monkewitz als Chef des Stabes dem in Westfalen bleibenden General von Huth beigegeben. Als später auch Huth zur Belagerung von Kassel abging und der englische General Lord Cavendish zur Verstärkung nach Westfalen gesandt wurde, empfahl diesem der Herzog „in schwierigen Fällen sich des Rates des Herrn von Monkewitz zu bedienen“.

### Nachkriegszeit
Nach geschlossenem Frieden verblieb von Monkewitz, obgleich sein Korps, welches bei Beginn des Krieges nur 75 Mann zu Pferde und 50 zu Fuß zählte, im Laufe desselben aber auf eine Stärke von je 100 Mann gebracht war, erheblich reduziert wurde und bald seine Pferde ganz verlor, im bückeburgischen Dienst; Angebote, nach Preußen oder Braunschweig überzutreten, schlug er aus.
Im Dezember 1785 wurde er von Philipp II. (Schaumburg-Lippe) zum Oberstleutnant ernannt.